# Лесная улица (Апатиты)
Улица Лесная — улица в городе Апатиты. Названа так, потому что была построена в лесной чаще.

## История
Впервые упоминается в протоколе № 21 от 14.01.1954, как второй строительный район Лесная улица. В 1956 году переименована в посёлок Белореченский Апатитского поссовета. Просуществовав несколько лет, посёлок был упразднён в 1959 году и вошёл в состав посёлка городского типа Молодёжный. Улица снова была переименована в Лесную.
После образования города Апатиты в 1966 году вошла в его состав.
В марте 1968 ночью загорелся дом № 38. Выгорел второй этаж. После разбора сгоревшего этажа в доме был 1-этажный магазин типа Сельпо. С середины 90-х годов 20 века вместо магазина была организована Свято-Успенская церковь.
В начале 90-х годов всё проживающие на Лесной улице съехали в основную часть города, а двухэтажные деревянные жилые двухподъездные 16-квартирные дома и дровяные сараи, находящиеся напротив них, постепенно были разрушены и демонтированы.

## Расположение улицы
Расположена улица в северной части города, проходя с юга на север.
Начинается улица от Октябрьской улицы. Идёт вдоль Энергетической улицы. Заканчивается между Промышленной улицей и Энергетической улицей.

## Пересекает улицы
- ул. Октябрьская
- ул. Промышленная
- ул. Энергетическая

## Здания
- № 29 — Апатитский Филиал МАГУ.
- № 38 — Свято-Успенская церковь.
- № 51 — Апатитский психоневрологический интернат № 1.

## Транспорт
Сама улица городским транспортом не обслуживается.
Есть остановки на Энергетической улице, там проходят автобусные маршруты № 7к, 9, 9э, 11, 12, 102, 128, 131, 135 и маршрутки № 102.